# Dicranomyia (Dicranomyia) orthioides
Dicranomyia (Dicranomyia) orthioides is een tweevleugelige uit de familie steltmuggen (Limoniidae). De soort komt voor in het Oriëntaals gebied.